# العربي بن صاري
الشيخ العربي بن صاري ولد بأولاد سيد الحاج بولاية تلمسان المفترضة سنة 1867، وتوفي بتلمسان في 24 ديسمبر 1964، هو أستاذ غرناطة والحوزي الجزائري. وهو أبرز فناني مدرسة تلمسان في بداية القرن العشرين.

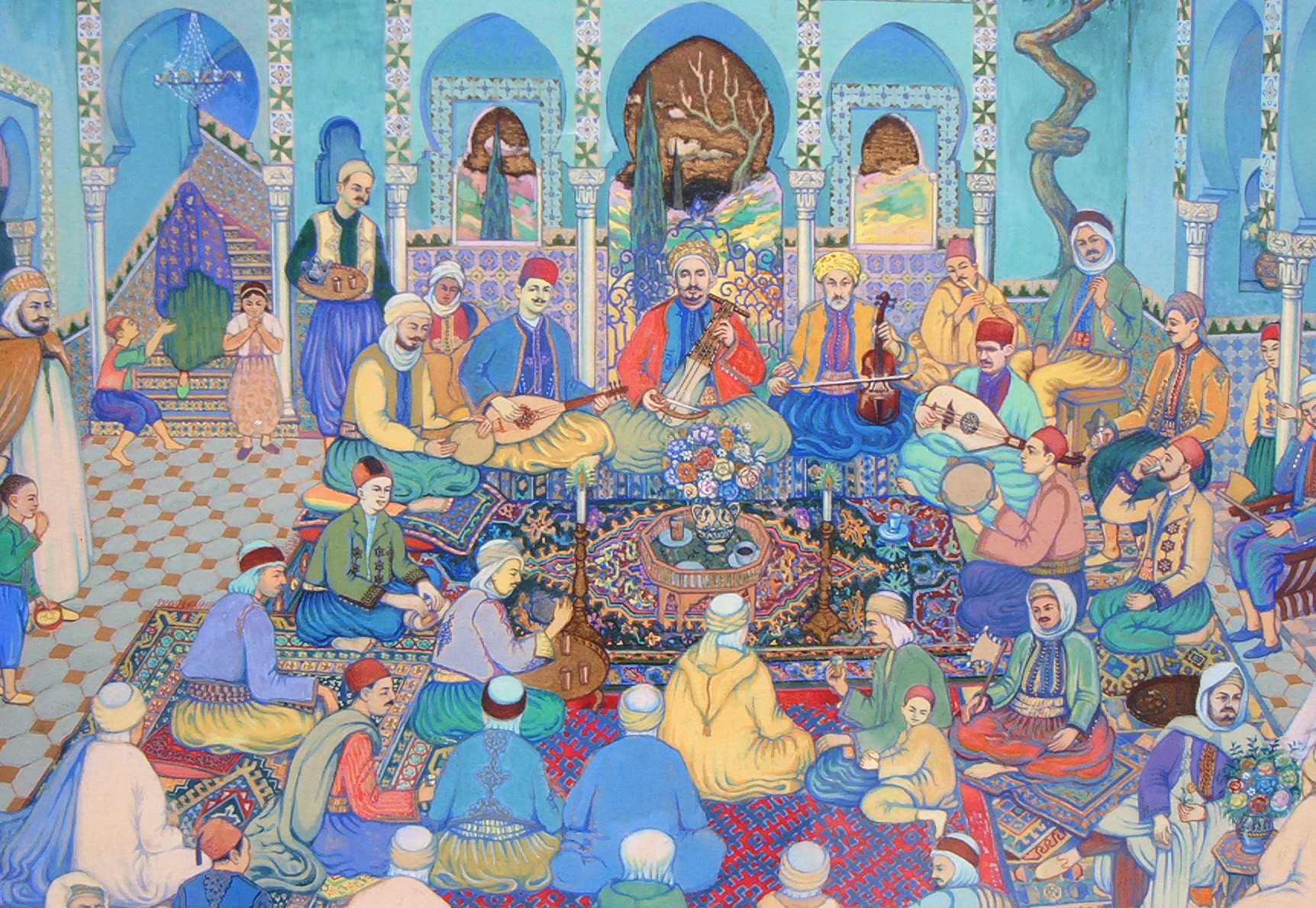
رسم للعربي بن صاري وفرقته تحيي أحد الاعراس في تلمسان لـبشير يلس.

## حياته
ولد الشيخ العربي بن صاري في سنة 1870 بمدينة تلمسان، أين تعلم القرآن في حداثة سنه. بدأت علاقته بالموسيقى الأندلسية باحتكاكه بكبار الفنانين الذين كانوا يتوافدون على دكان الحلاقة الذي كان يعمل فيه، من بينهم الشيخ محمد بن شعبان المدعو بوظلفة، ديب محمد وديب غوتي.
لما لاحظ الشيخ بوظلفة الاهتمام الكبير للعربي بن صاري بالموسيقى الأندلسية، تكفل به وعلمه قواعد الموسيقى وخاصة العزف على آلة الرباب وآلة القانون. كان الشاب العربي بن صاري يتمتع ويتميز بصوت جد رخيم، كون الشيخ العربي بن صاري أول فرقة له في سنة 1900م، ونظرا للنجاح الكبير الذي عرفه مع فرقته، تلقى عدة دعوات لإحياء حفلات عائلية ودينية، وشارك في المعرض الدولي بباريس أين تحصل على الجائزة الكبرى للعزف على الرباب، كما أحيى عدة حفلات في المغرب وتونس أين تحصل على ميدالية الاعتراف والتقدير .

## آثاره
وللحفاظ على ألحان النوبات ، قام الشيخ العربي بن صاري وبطريقة عصامية بتدوين الموسيقى الأندلسية .
ونظرا لمعرفته وتحكمه الكبير في النوع الموسيقى الغرناطي لمدينة تلمسان، عين الشيخ العربي بن صاري لتمثيل الجزائر في المؤتمر الدولي الأول للموسيقى العربية الذي أقيم بالقاهرة في مارس 1932، وكان مرفوقا بجوق موسيقي كبير متكون من إخوانه : أحمد عبد السلام ، محمد بن صاري وابنه رضوان بن صاري وكذا عمر البخشي .
وقد قام الشيخ العربي بن صاري بتسجيل العديد من الأسطوانات في الموسيقى الأندلسية، الطبع الغرناطي إضافة إلى المدائح الدينية، وكان يحمل في ذكرياته أكثر من ألف شغل من الموسيقى الأندلسية .

## وفاته
توفي الشيخ العربي بن صاري يوم 24 ديسمبر 1964 بتلمسان، ودفن فيها .

## المصدر
الوثيقة المرافقة لمناهج السنة الثانية للتعليم المتوسط للتربية الموسيقية.